# Baltasar de los Reyes Marrero
Baltasar de los Reyes Marrero (* 6. Januar 1752 in Caracas; † 31. Mai 1809 ebendort) war ein venezolanischer Priester und Hochschullehrer und wird als Begründer der modernen Philosophie in Venezuela geehrt.

## Leben
Marrero trat zwölfjährig in das Priesterseminar Santa Rosa ein. Das Studium an der Universidad Central de Venezuela in Caracas schloss er 1773 als Magister der Philosophie und 1774 als Doktor der Theologie ab. Ab 1788 war er Professor für Philosophie an der Universität Caracas. Er war ein Vertreter der Aufklärung, bezog Arithmetik, Algebra und Geometrie in seinen Unterricht ein und schuf damit die Grundlagen für den modernen Physikunterricht an der Universität. Auf Grund seiner kritischen Auseinandersetzung mit den Lehren des Aristoteles wurde er der Volksverhetzung beschuldigt und in einem Gerichtsprozess zur Aufgabe seiner Lehrtätigkeit gezwungen. Erst im Jahr 1801 fand er Anerkennung, indem er zum Maestrescuela und Kanzler der Universität ernannt wurde, deren Lehrstuhl er ein Jahrzehnt zuvor hatte aufgeben müssen.
Zu den bedeutenden Schülern Marreros zählten Rafael Escalona Arguinzones, Francisco Pimentel und Alejandro de Echezurías, der 1797 den Lehrstuhl für Philosophie übernahm und seinerseits der Lehrer von Andrés Bello wurde. Marreros Lehren trugen dazu bei, die Generation der Intellektuellen der venezolanischen Unabhängigkeitsbewegung (u. a. Francisco J. Ustáriz, Juan Germán Roscio, Felipe F. Paúl, José Cecilio Ávila, Juan Antonio Rodríguez Domínguez, Miguel José Sanz, Tomás H. Sanabria und Baltasar Padrón), die Absolventen der Universität Caracas waren, zu formen.